# Hymns by Johnny Cash
Hymns by Johnny Cash é o quinto álbum de estúdio do cantor Johnny Cash, lançado em maio de 1959.

## Faixas
Todas as faixas por Johnny Cash, exceto onde anotado.
1. "It Was Jesus" – 2:08
2. "I Saw a Man" (Arthur "Guitar Boogie" Smith) – 2:36
3. "Are All the Children In" (Craig Starrett) – 1:58
4. "The Old Account" (Tradicional) – 2:29
5. "Lead Me Gently Home" (Will L. Thompson) – 2:04
6. "Swing Low, Sweet Chariot" (Tradicional) – 1:56
7. "Snow in His Hair" (Marshall Pack) – 2:24
8. "Lead Me Father" – 2:31
9. "I Call Him" (Cash, R. Cash, Jr) – 1:50
10. "These Things Shall Pass" (Stuart Hamblen) – 2:20
11. "He'll Be a Friend" – 2:00
12. "God Will" (John D. Loudermilk, Marijohn Wilkin) – 2:24

## Créditos
- Johnny Cash - Vocals, guitarra
- Al Casey - Guitarra
- Luther Perkins - Guitarra
- Don Helms - Guitarra
- Marshall Grant - Baixo
- Marvin Hughes - Piano
- Buddy Harman - Bateria
- The Jordanaires - Vocal de apoio